# Спасоје Костић
Спасоје Костић (1835 — 1918) је био просветитељ пиротског краја, учитељ и народни посланик.

## Биографија
Спасоје Костић, познатији у народу као даскал Спас, рођен је у Трњани 1835. године у земљорадничкој породици. Отац му се звао Коста Ђорђевић, а он је презиме добио по оцу Ђорђу. Спасоје је добио презиме Костић по оцу Кости, јер је то била пракса у турско доба. Према подацима из више извора, Спасоје (Спас) Костић био је најпре учитељ у свом родном месту - Трњани од 1860. до 1863, Градашници 1864. до 1866. и у Крупцу 1867. до 1872. године, где се настанио и стално живео све до смрти 1918. године, а сахрањен је на крупачком гробљу.

### Служба учитеља
Спасоје – Спас Костић је службу учитеља започео у свом родном месту Трњани 1860. године. Према наводима Владимира Николића у горе поменутој књизи2 Спаса је ученик Манојла (Мане) Николића, Трњанца, учитеља у Крупцу, а усавршавао се и у Пироту, где је учио Псалтир и Часловац, односно црквени старословенски језик. По завршетку тог двогодишњег школовања могао је да буде свештеник или учитељ. Он је одабрао да буде учитељ.
До 1860. у Трњани није било школе, па је те године заузимањем пок. Косте Ђорђевића и још неких виђенијих људи у Трњани отворена прва школа. Први учитељ у Трњани био је Спаса Костић. Прва трњанска школа била је у кући реченог Косте и учитељ Спаса радио је у њој до краја 1863. године. Он је имао по 30 до 40 ученика годишње. Плата му је некад била по 10 гроша на ученика.
Године 1864. постао је у Градашници учитељ Спаса Костић и био је све до краја 1866. године. Проширена је стара црквена кућа у којој је била школа. И у тој проширеној згради, која и сада постоји, почео је да ради учитељ Спаса. Он је имао 40 ученика годишње и они су га редом хранили. Плата му је била 600 гроша годишње, што му је црква плаћала.
Године 1867. постао је учитељ у Крупцу и учитељевао је све до 1872. године. За време учитеља Спасе, крупачка школа била је чувена и у целом овом крају више Пирота била је центар просвете за велики број села. Пре учитеља Спасе у Крупац је долазио понеки ученик из других села. За време учитеља Спасе било је ученика у крупачкој школи осим ученика из Крупца, још и из ових села: Чиниглаваца, Великог Села, Трњане, Јовановца, Ржане, Извора, Сукова, Рсоваца, Градиња, Бољев Дола, Мазгоша, Мојинца, Комштице и Бребевнице. Он је у турско време оставио и неколико записа у црквеним књигама писаних његовом руком и они су сачувани и доста значе за историју и развој школства у пиротском крају. Пензионисао се као учитељ 1900. године.

### Политички активизам
Од шесторице посланика пиротског округа изабраних на изборима од 29. октобра 1878. године, тројица су били земљорадници, двојица трговци, а један интелектуалац. Земљорадници су били: Јеремија Панић, Миладин Манчевић и Петар Илић; трговци су били Цека Крстић, из Пирота, и Давид Петковић. У овој посланичкој гарнитури из округа је интелектуалац био само Спасоје Костић, из Трњане, посланик среза нишавског.
Спасоје Костић је био члан Либералне странке, али не само члан већ и истакнути страначки активиста. Истакнути либерал Панта Срећковић, професор Високе школе у Београду, је марта месеца 1878. године постао окружни начелник у Пироту а Спасоје Костић, као истакнути учитељ и члан Либералне странке, задобио је његово поверење и најпре постао кмет (председник) крупачке општине, а потом се нашао као кандидат Либералне странке за народног посланика на изборима који су одржани 29. октобра 1878. године. Спасоје Костић је и потписник телеграма упућеног Његовом височанству
књазу српском Милану М. Обреновићу поводом дана његовог рођења, а који су упутили представници народа округа пиротског почев од начелника округа, свештенства, чланова општине пиротске и председника општинских судова среза нишавског, где се помиње и Спаса Костић, а он се помиње и потписује у својству кмета (председника) општине крупачке.
Прво дводомно Народно представништво бирано у лето 1901. године. Избор посланика у округу и Пироту извршен је 22. јула 1901, а избор сенатора у округу 5. августа 1901. године. За избор посланика у округу кандидатске листе су истакли радикали и либерали. Либерална листа кандидата: Вићентије Петровић, адвокат из Пирота; Спас Костић, тежак из Крупца; Димитрије Милосављевић, трговац из Јаловик Извора; Марјан Вељковић, трговац из Масуроваца.
Његова активност се наставља, јер своју странку није мењао, па је њен посланички кандидат био и на изборима 1903. године, а активно је учествовао и у предизборној кампањи 1905. године. Те године Либерална странка је променила назив и постала Народна странка а Спаса је остао веран својој опредељености и остао је њен члан.